# チュヴァシ自治ソビエト社会主義共和国

チュヴァシ自治ソビエト社会主義共和国
Чӑваш Автономлӑ Совет Социаллӑ Республики  (チュヴァシ語)
Чувашская Автономная Советская Социалистическая Республик  (ロシア語)

チュヴァシ自治ソビエト社会主義共和国（チュヴァシじちソビエトしゃかいしゅぎきょうわこく、チュヴァシ語: Чӑваш Автономлӑ Совет Социаллӑ Республики、ロシア語: Чувашская Автономная Советская Социалистическая Республик）またはチュヴァシASSRはソビエト連邦の自治共和国。
領土は18,000km2あまりであり、ヴォルガ川がカマ川と合流する地点の東岸から60キロメートル西にまたがる範囲、おおよそモスクワの700キロメートル東の位置を地域としていた。チュヴァシ自治州としては1920年6月24日から存在した。チュヴァシASSRは1925年に設立され、1990年にソ連の中での主権を宣言した。最も盛んな経済活動は農業であった。特に穀物と果実の生産と林業は主力であった。首都はチェボクサル。